# Rally de Chipre
El Rally de Chipre (oficialmente FxPro Cyprus Rally) es una carrera de rally que se disputa desde el año 1971 en Chipre, en los alrededores de la ciudad de Limassol. Formó parte del Campeonato Europeo de Rally desde 1978 hasta 1999 (con coeficiente máximo desde 1988), el Campeonato Mundial de Rally desde 2000 hasta 2006 y nuevamente en 2009, el Campeonato de Medio Oriente de Rally en 2007, 2008, 2010 y a partir de 2013, el Desafío Intercontinental de Rally desde 2010 hasta 2012, y Campeonato Europeo de Rally nuevamente desde 2014 hasta 2019.
El Rally de Chipre se disputó tradicionalmente en septiembre, aunque esta época del año ha sido la excepción en la década de 2000. En 2009 se agregaron etapas sobre pavimento a las habituales sobre gravilla, semejante a las del Rally Acrópolis.

## Palmarés
| Año         | Edición                                  | Piloto                | Copiloto                | Automóvil                 | Series    |
| ----------- | ---------------------------------------- | --------------------- | ----------------------- | ------------------------- | --------- |
| 1971        | 1.er Cyprus International Rally          | Christos Kirmitsis    | Peter Lawrence          | Ford Escort Twin Cam      |           |
| 1972        | 2.º Cyprus International Rally           | Lefteris Makrides     | Phivos Erotokritou      | Mercedes-Benz 250 CE      |           |
| 1973        | 3.er Rothmans Cyprus International Rally | Stig Blomqvist        | Arne Hertz              | Saab 96 V4                |           |
| 1976        | 4.º Cyprus International Rally           | Shekhar Mehta         | Yvonne Mehta            | Datsun 160J               | ERC       |
| 1977        | 5.º Cyprus International Rally           | Kypros Kyprianou      | Alkis Longinos          | Chrysler Avenger          | ERC       |
| 1978        | 6.º Cyprus International Rally           | Roger Clark           | Jim Porter              | Ford Escort RS 1800 MKII  | ERC       |
| 1979        | 7.º Cyprus Rally                         | Ari Vatanen           | David Richards          | Ford Escort RS 1800 MKII  | ERC       |
| 1980        | 8.º Rothmans Cyprus Rally                | Roger Clark           | Neil Wilson             | Ford Escort RS 1800 MKII  | ERC       |
| 1981        | 9.º Cyprus Rally                         | Vahan Terzian         | Yiannakis Theofanous    | Mitsubishi Colt           | ERC       |
| 1982        | 10.º Cyprus Rally                        | Tony Fassina          | "Rudy"                  | Opel Ascona 400           | ERC       |
| 1983        | 11.º Cyprus Rally                        | Jimmy McRae           | Ian Grindrod            | Opel Manta 400            | ERC       |
| 1984        | 12.º Cyprus Rally                        | John Buffum           | Fred Gallagher          | Audi Quattro              | ERC       |
| 1985        | 13.º Cyprus Rally                        | Mauro Pregliasco      | Daniele Cianci          | Lancia Rally 037          | ERC       |
| 1986        | 14.º Cyprus Rally                        | Patrick Snijers       | Dany Colebunders        | Lancia Rally 037          | ERC       |
| 1987        | 15.º Cyprus Rally                        | David Llewellyn       | Phil Short              | Audi Coupé Quattro        | ERC       |
| 1988        | 16.º Cyprus Rally                        | Björn Waldegård       | Fred Gallagher          | Toyota Celica GT-Four     | ERC       |
| 1989        | 17.º Cyprus Rally                        | Yves Loubet           | Jean-Marc Andrié        | Lancia Delta Integrale    | ERC       |
| 1990        | 18.º Cyprus Rally                        | Dimi Mavropoulos      | Nikos Antoniades        | Audi Coupé Quattro        | ERC       |
| 1991        | 19.º Cyprus Rally                        | Antonis Ieropoulos    | Michael Michalakis      | Mitsubishi Galant VR-4    | ERC       |
| 1992        | 20.º Cyprus Rally                        | Alex Fiorio           | Vittorio Brambilla      | Lancia Delta HF Integrale | ERC       |
| 1993        | 21.erCyprus Rally                        | Alex Fiorio           | Vittorio Brambilla      | Lancia Delta HF Integrale | ERC       |
| 1994        | 22.º Cyprus Rally                        | Alex Fiorio           | Vittorio Brambilla      | Lancia Delta HF Integrale | ERC       |
| 1995        | 23.er Cyprus Rally                       | "Bagheera"            | Naji Stephan            | Lancia Delta HF Integrale | ERC       |
| 1996        | 24.º Cyprus Rally                        | Armin Schwarz         | Denis Giraudet          | Toyota Celica GT-Four     | ERC       |
| 1997        | 25.º Cyprus Rally                        | Krzysztof Hołowczyc   | Maciej Wisławski        | Subaru Impreza 555        | ERC       |
| 1998        | 26.º Cyprus Rally                        | Andrea Navarra        | Alessandra Materazzetti | Subaru Impreza WRX        | ERC       |
| 1999        | 27.º Cyprus Rally                        | Jean-Pierre Richelmi  | Stéphane Prévot         | Subaru Impreza WRC        | ERC       |
| 2000        | 28.º Cyprus Rally                        | Carlos Sainz          | Luis Moya               | Ford Focus WRC            | WRC       |
| 2001        | 29.º Cyprus Rally                        | Colin McRae           | Nicky Grist             | Ford Focus WRC            | WRC       |
| 2002        | 30.º Cyprus Rally                        | Marcus Grönholm       | Timo Rautiainen         | Peugeot 206 WRC           | WRC       |
| 2003        | 31.er Cyprus Rally                       | Petter Solberg        | Phil Mills              | Subaru Impreza WRC        | WRC       |
| 2004        | 32.º Cyprus Rally                        | Sébastien Loeb        | Daniel Elena            | Citroën Xsara WRC         | WRC       |
| 2005        | 33.er Cyprus Rally                       | Sébastien Loeb        | Daniel Elena            | Citroën Xsara WRC         | WRC       |
| 2006        | 34.º Cyprus Rally                        | Sébastien Loeb        | Daniel Elena            | Citroën Xsara WRC         | WRC       |
| 2007        | Cyprus Rally                             | Charalambos Timotheou | Pambos Laos             | Mitsubishi Lancer Evo IX  | MERC      |
| 2008        | 37.º Cyprus Rally                        | Nicos Thomas          | Spyros Georgiou         | Mitsubishi Lancer Evo IX  | MERC      |
| 2009        | 38.º FxPro Cyprus Rally                  | Sébastien Loeb        | Daniel Elena            | Citroën C4 WRC            | WRC       |
| 2010        | 39.º FxPro Cyprus Rally                  | Nasser Al-Attiyah     | Giovanni Bernacchini    | Ford Fiesta S2000         | IRC, MERC |
| 2011        | 40.º FxPro Cyprus Rally                  | Andreas Mikkelsen     | Ola Floene              | Škoda Fabia S2000         | IRC       |
| 2012        | 41.er Cyprus Rally                       | Nasser Al-Attiyah     | Giovanni Bernacchini    | Ford Fiesta RRC           | IRC       |
| 2013        | 42.º Cyprus Rally                        | Nasser Al-Attiyah     | Giovanni Bernacchini    | Ford Fiesta RRC           | MERC      |
| 2014        | 43.er CNP Asfalistiki Cyprus Rally       | Yazeed Al-Rajhi       | Michael Orr             | Ford Fiesta RRC           | ERC, MERC |
| 2015        | 44.º CNP Asfalistiki Cyprus Rally        | Nasser Al-Attiyah     | Giovanni Bernacchini    | Ford Fiesta RRC           | ERC, MERC |
| 2016        | 45. CNP Asfalistiki Cyprus Rally         | Alexey Lukyanuk       | Alexey Arnautov         | Ford Fiesta R5            | ERC, MERC |
| 2017        | 46. Cyprus Rally                         | Nasser Al-Attiyah     | Mathieu Baumel          | Ford Fiesta R5            | ERC, MERC |
| 2018        | 47.º Cyprus Rally                        | Simos Galatariotis    | Antonis Ioannou         | Škoda Fabia R5            | ERC, MERC |
| 2019        | 48.º Cyprus Rally                        | Nasser Al-Attiyah     | Mathieu Baumel          | Volkswagen Polo GTI R5    | ERC, MERC |
| 2020        | 49.º Cyprus Rally                        | Nasser Al-Attiyah     | Mathieu Baumel          | Volkswagen Polo GTI R5    | MERC      |
| 2021        | 50.º Cyprus Rally                        | Alexandros Tsouloftas | Stelios Elia            | Volkswagen Polo GTI R5    | MERC      |
| Referencias |                                          |                       |                         |                           |           |